# Llista de jaciments maies

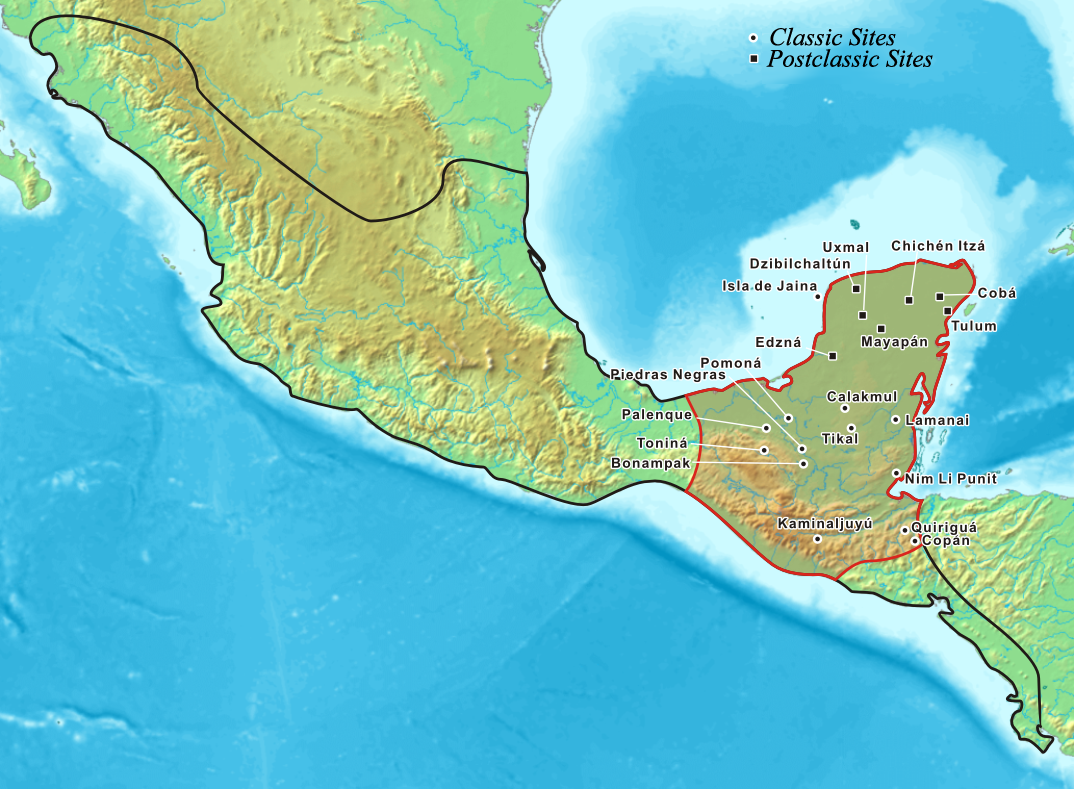
Mapa que representa l'àrea maia dins de la regió mesoamericana més gran. Veure a mida completa per a més detalls.

Aquesta llista de jaciments maies és una llista alfabètica d'una sèrie de jaciments arqueològics significatius associats a la civilització maia de la Mesoamèrica precolombina.
Els pobles i cultures que formaven la civilització maia van abastar més de 2.500 anys d'història mesoamericana, a la regió del sud de Mesoamèrica que actualment constitueixen les nacions de Guatemala i Belize, bona part d'Hondures i El Salvador, i els estats del sud-est de Mèxic des de l'istme de Tehuantepec cap a l'est, inclosa tota la península de Yucatán.
Al llarg d'aquesta regió, s'han documentat centenars de jaciments maies, mitjançant prospeccions i investigacions arqueològiques, mentre que el nombre de llocs més petits/no investigats o desconeguts, són tan nombrosos (un estudi ha documentat més de 4.400 jaciments maies) que encara no s'ha fet una llista arqueològica completa. La llista que apareix aquí és necessàriament incompleta, però conté jaciments notables extrets de diversos estudis publicats i en curs, com ara el Corpus of Maya Jeroglyphic Inscriptions (CMHI) i altres fonts.

## Jaciments destacats
Els jaciments maies que se sap que han estat entre les entitats més grans i influents a través de les diferents èpoques de la història maia, formativa (o preclàssica), clàssica i post-clàssica, i/o que han deixat les restes arqueològiques més impressionants són:
| Jaciment       | Localització                            | Descripció | Imatge |
| -------------- | --------------------------------------- | --- | ------ |
| Aguada Fénix   | Estat de Tabasco, Mèxic                 | Aguada Fenix és la ciutat maia més antiga descoberta fins ara, ja que es va construir l'any 1.000 aC. Va ser fonamentada amb plataformes de terra, fet poc habitual en l'arquitectura maia. La seva plataforma principal mesura 3,8 milions de metres cúbics i és el monument antic més gran del món. S'han trobat quatre ofrenes i un enterrament d'un individu i s'han descobert 21 centres cerimonials, tots orientats de nord a sud i de forma rectangular. |        |
| El Baúl        | Departament d'Escuinta, Guatemala       | El Baúl, juntament amb els jaciments de Bilbao i El Castillo, forma la Zona Nuclear de Cotzumalhuapa, una gran àrea urbana que data del període Clàssic Tardà. |        |
| Becan          | Estat de Campeche, Mèxic                | Becan va ser una ciutat important de la península de Yucatán. Va ser ocupada a partir del 550 aC, al Preclàssic Mitjà i va estar habitada durant tot el Període Clàssic, i finalment va ser abandonada cap al segle IX dC. El lloc va tenir contacte amb Teotihuacan al Clàssic Antic i estava fortificat amb un fossat i muralles. |        |
| Calakmul       | Estat de Campeche, Mèxic                | Calakmul va ser una de les dues ciutats maies més importants del període clàssic, quan la seva rivalitat amb Tikal va dominar el panorama polític maia. La ciutat ja era una ciutat important al Preclàssic tardà, amb monuments datats que es van erigir fins a principis del segle X dC. |        |
| Caracol        | Districte de CayoBelize                 | Caracol era una important ciutat maia de les terres baixes, ja estava assentada al Preclàssic tardà però va assolir el seu màxim poder en el període clàssic quan es va aliar primer amb Tikal i més tard amb Calakmul. Va tenir un paper important en la caiguda de Tikal al Clàssic Antic i va experimentar una expansió espectacular al Clàssic Tardà. |        |
| Ceibal         | El Petén, Guatemala                     | Ceibal va ser la ciutat més gran de l'època clàssica de la regió del riu Pasión, situada en cingleres amb vistes al riu. La ciutat va viure un apogeu preclàssic tardà abans de decaure al Clàssic Antic i caure sota el domini de Dos Pilas al Clàssic Tardà. Va sobreviure a l'enfonsament d'aquell regne per convertir-se en una de les últimes ciutats que va sobreviure a la zona i va ser abandonada al final del Període Clàssic. |        |
| Chichen Itza   | Yucatán, Mèxic                          | Chichen Itza va ser una de les ciutats maies més grans i va ser un punt focal important a les terres baixes maies del nord des del Clàssic tardà fins al període Postclàssic primerenc, demostrant una gran varietat d'estils arquitectònics maies i no maies. |        |
| Chunchucmil    | Yucatán, Mèxic                          | Chunchucmil va ser un gran lloc que va assolir el seu apogeu durant el final del Clàssic Tardà. L'organització de la ciutat sembla haver-se diferenciat d'altres jaciments maies i sembla haver-se orientat cap a un comerç costaner especialitzat en la sal. |        |
| Cobá           | Quintana Roo, Mèxic                     | Coba és un assentament situat entre cinc petits llacs en una plana seca. El lloc és conegut per una xarxa de 16 sacbes que l'uneixen amb llocs veïns, la més llarga de les quals recorre més de 100 quilòmetres a l'oest fins a Yaxuna. La fase principal d'ocupació de la ciutat va des del Clàssic Tardà fins al Postclàssic primerenc, des del 700 dC fins al 1100 aproximadament. |        |
| Comalcalco     | Estat de Tabasco, Mèxic                 | Comalcalco és una ciutat del període clàssic. És l'única ciutat maia construïda amb maons fets d'argila i encolats amb estuc. S'han trobat tres tombes i 14 enterraments funeraris, dels quals 7 eren dins d'una urna ceràmica, així com un panteó descobert als afores de la ciutat amb 116 enterraments, únics en la cultura maia. |        |
| Copán          | Departament de Copán, Hondures          | Copán va ser la capital d'un important regne del període clàssic dels segles V al IX dC, quan estava estretament aliada amb Tikal. La ciutat estava situada a l'extrem sud-est de la regió mesoamericana, a la frontera amb la regió istmocolombiana, i estava gairebé envoltada de pobles no maies. La ciutat és més coneguda pel seu estil escultòric elaborat. |        |
| Dos Pilas      | El Petén, Guatemala                     | Dos Pilas data del període Clàssic Tardà i va ser fundada per una branca de la dinastia Tikal per controlar les rutes comercials a la regió de Petexbatún. Es va separar de Tikal i es va convertir en vassall de Calakmul. Va ser un estat depredador des del principi i la ciutat dona una visió important de les grans rivalitats i conflictes polítics que van caracteritzar el Clàssic Tardà. Bona part de la història de Dos Pilas ara es pot reconstruir, amb un nivell de detall gairebé inigualable a la zona maia. |        |
| Dzibilchaltun  | Yucatán, Mèxic                          | Dzibilchaltún era una ciutat gran i important a l'extrem nord de la península de Yucatán, amb la seva arquitectura principal datada del període clàssic, tot i que l'activitat al lloc va continuar fins al postclàssic tardà quan el temple principal de la ciutat ja estava en runes. |        |
| Iximché        | Departament de Chimaltenango, Guatemala | Encara que de curta durada, Iximche va ser la capital del regne de les terres altes Kaqchikel en el moment de la conquesta espanyola de Guatemala i es va convertir en la base d'operacions per a la conquesta de les terres altes i la costa del Pacífic fins que les demandes espanyoles de tributs van fer que els Kaqchikels trenquessin la seva aliança i es rebel·lessin. Els espanyols van cremar Iximche i van traslladar la seva capital a la propera Tecpán Guatemala fins que les freqüents incursions de Kaqchikel els van obligar a traslladar la seva capital colonial a l'actual Ciudad Vieja, prop d'Antigua Guatemala.             |        |
| Ixkún          | El Petén, Guatemala                     | Ixkun és un gran jaciment que conté molts túmuls i runes sense restaurar i és el jaciment arqueològic més conegut dins del municipi de Dolores. Va ser la capital d'un dels quatre regnes més grans de l'alta vall de Mopan. L'estela 1 d'Ixkun és un dels monuments de pedra més alts de tota la conca del Petén. Tot i que el període principal d'activitat va ser durant el període clàssic tardà, el lloc va estar ocupat des del preclàssic tardà fins al període postclàssic. |        |
| Kaminaljuyu    | Departament de Guatemala, Guatemala     | Kaminaljuyu va ser fundada al Preclàssic Mitjà i va sorgir com una ciutat important al Preclàssic Tardà. Va dominar totes les terres altes maies. Va decaure al final del Preclàssic i va ser incorporat per un nou grup maia al Clàssic Antic amb forts contactes amb el centre de Mèxic. L'ocupació a Kaminaljuyu es va estendre fins al Clàssic Tardà. |        |
| Mayapán        | Yucatán, Mèxic                          | Mayapan era una important ciutat fortificada amb una zona densament ocupada dins de les muralles de la ciutat. La piràmide principal de Mayapan va ser modelada després de la piràmide principal de Chichen Itza. La ciutat va ser el lloc més important de Yucatán durant un període d'uns 250 anys durant el període postclàssic, amb les estructures més antigues que daten del segle XII dC. |        |
| El Mirador     | El Petén, Guatemala                     | El Mirador era una enorme ciutat del Preclàssic tardà, tot i que sembla que la construcció va començar al Preclàssic mitjà i un cert nivell d'ocupació va continuar durant el període clàssic. La ciutat incloïa unes piràmides triàdiques molt grans i cobria una àrea semblant a la del període clàssic de Tikal. |        |
| Moral Reforma  | Estat de Tabasco, Mèxic                 | Moral Reforma va ser un important port fluvial que controlava el trànsit comercial al riu San Pedro Mártir entre El Petén i la costa del golf de Mèxic. Per això, va ser molt cobejat i va fer guerres amb Calakmul, Tikal, Palenque i Piedras Negras, per qui va ser dominat en diferents èpoques. Va tenir una llarga ocupació, des de l'any 300 aC. fins al seu abandonament l'any 1000 d.C. |        |
| Naachtún       | El Petén, Guatemala                     | Naachtun es troba a l'extrem nord de Petén, en una ubicació cèntrica entre Tikal i Calakmul, les dues grans potències maies del període clàssic, que van influir constantment en la seva política. Els textos jeroglífics del jaciment cobreixen gairebé tot el Període Clàssic des del 504 al 761 dC, tot i que el lloc va estar habitat des del Preclàssic. |        |
| Nakbé          | El Petén, Guatemala                     | Nakbe va ser una ciutat important del preclàssic mitjà, amb la seva fase principal d'ocupació que va durar des del 1000 aC fins al 400 aC. La ciutat està enllaçada amb el veí El Mirador per una calçada del Preclàssic tardà. Sembla que Nakbe posseeix els primers exemples d'arquitectura de maçoneria maia i de calçada de sacbe. |        |
| Naranjo        | El Petén, Guatemala                     | Naranjo va ser la capital d'un regne des del Clàssic Antic fins al Clàssic Final i va formar un enllaç important en les rutes comercials que van des de la gran ciutat de Tikal fins al mar Carib. Els monuments datats més antics del lloc daten de finals del segle V dC. La ciutat es va convertir en vassall del gran rival de Tikal, Calakmul, i es va veure involucrada en una sèrie de guerres devastadores. |        |
| Oxkintok       | Yucatán, Mèxic                          | Oxkintok va ser un dels primers estats maies que es va desenvolupar a les terres baixes del nord, experimentant un procés de ràpid desenvolupament durant el període clàssic primerenc que va donar lloc a una important capital amb monuments de pedra inscrits. El monument més antic data de finals del segle V dC. |        |
| Palenque       | Chiapas, Mèxic                          | Palenque es troba als contraforts de les terres altes de Chiapas. La ciutat es va convertir en dominant sobre les terres baixes maies occidentals durant el Clàssic Tardà, i es va comprometre en hostilitats amb el seu veí Toniná que finalment la van eclipsar. Les inscripcions jeroglífiques de Palenque documenten una seqüència dinàstica que s'estén des del segle V dC fins a finals del segle VIII. El lloc és més conegut pel Temple de les Inscripcions, el santuari mortuori que conté la tomba del rei K'inich Janaab' Pakal. |        |
| El Perú        | El Petén, Guatemala                     | El Perú va ser un aliat important del període clàssic de Calakmul en les seves guerres contra Tikal. |        |
| Piedras Negras | El Petén, Guatemala                     | Piedras Negras va ser la ciutat més gran de la regió del riu Usumacinta i és coneguda pels seus monuments esculpits del Clàssic Tardà d'excel·lent qualitat. Aquestes inscripcions ben conservades van proporcionar la primera evidència que els textos maies descriuen esdeveniments històrics. El lloc té una sèrie contínua de textos que van des del segle VII fins al segle IX dC. |        |
| Quiriguá       | Departament d'Izabal, Guatemala         | Quiriguá és un lloc relativament petit que va ser fundat per Tikal al Clàssic Antic per tal de controlar la ruta comercial del riu Motagua, important per al transport de jade i obsidiana. Originalment vassall de Copán, la ciutat es va rebel·lar i es va aliar amb Calakmul, després de la qual cosa va erigir monuments elaborats amb un estil semblant al del seu antic senyor. |        |
| Q'umarkaj      | El Quiché, Guatemala                    | Qʼumarkaj (també coneguda com Utatlán) va ser la capital postclàssica del Regne Quitxé de Q'umarkaj en el moment de la conquesta espanyola i va ser una de les ciutats maies més poderoses d'aquella època, dominant les terres altes de Guatemala. |        |
| San Bartolo    | El Petén, Guatemala                     | San Bartolo és un lloc remot a la selva tropical de Guatemala i només es va descobrir l'any 2001. La majoria de les estructures del lloc daten del preclàssic tardà i es superposen a l'arquitectura més antiga del preclàssic mitjà, tot i que la ciutat va ser reocupada al clàssic tardà. San Bartolo posseeix un dels murals preclàssics més importants que s'han trobat fins ara. |        |
| Tikal          | El Petén, Guatemala                     | Tikal es va fundar al Preclàssic tardà, però va assolir el seu màxim poder al Clàssic tardà, quan es van construir la majoria dels seus grans temples. El lloc va ser un dels regnes més poderosos de la història maia i posseeix una cronologia dinàstica que s'estén des del 100 fins al segle IX dC. Una rivalitat de llarga durada entre Tikal i Calakmul va començar al segle vi, amb cadascuna de les dues ciutats formant la seva pròpia xarxa d'aliances mútuament hostils disposades les unes contra les altres en el que s'ha comparat amb una guerra de llarga durada entre dues superpotències maies.                                   |        |
| Tulum          | Quintana Roo, Mèxic                     | Tulum és un jaciment postclàssic tardà situat sobre penya-segats amb vistes al mar Carib i probablement va ser ocupat en el moment de la conquesta espanyola. És un petit lloc amb una arquitectura d'estil similar a la de les ciutats més grans de Chichén Itzá i Mayapan. El lloc probablement es va fundar per ampliar les rutes comercials costaneres de la península de Yucatán. |        |
| Uxmal          | Yucatán, Mèxic                          | Uxmal va ser una capital important a la regió occidental de Yucatán, demostrant una arquitectura a l'estil Puuc Maia. El lloc va assolir el seu apogeu entre el Clàssic tardà i terminal entre el 800 i el 1000 dC i sembla que va disminuir al començament del període postclàssic, tot i que es desconeix la durada exacta d'ocupació de la ciutat. |        |
| Yaxchilán      | Chiapas, Mèxic                          | En el període clàssic tardà, Yaxchilan era una de les ciutats maies més poderoses al llarg del curs de la Usumacinta, amb Piedras Negras com el seu principal rival. Els estils arquitectònics en llocs subordinats a la regió d'Usumacinta demostren clares diferències que marquen un límit clar entre els dos regnes. Yaxchilan va ser un gran centre, important durant tota l'època clàssica, i la potència dominant de la zona del riu Usumacinta. Va dominar llocs tan petits com Bonampak. El lloc és especialment conegut per les seves llindes de pedra esculpida ben conservades situades sobre les portes de les estructures principals. |        |
| Yaxhá          | El Petén, Guatemala                     | Yaxha era una gran ciutat situada a la riba nord del llac del mateix nom. La ciutat va assolir el seu màxim poder al Clàssic Antic, quan era una de les capitals més grans de la regió maia; aparentment estava aliat amb Tikal en aquell moment. Durant el Clàssic Tardà, el seu poder havia minvat, potser vinculat a la derrota de Calakmul o els seus aliats. |        |